# Pierrecourt (Haute-Saône)
Pierrecourt é uma comuna francesa na região administrativa de Borgonha-Franco-Condado, no departamento de Alto Sona. Estende-se por uma área de 15,6 km². Em 2010 a comuna tinha 116 habitantes (densidade: 7,4 hab./km²).